# Вольный бой

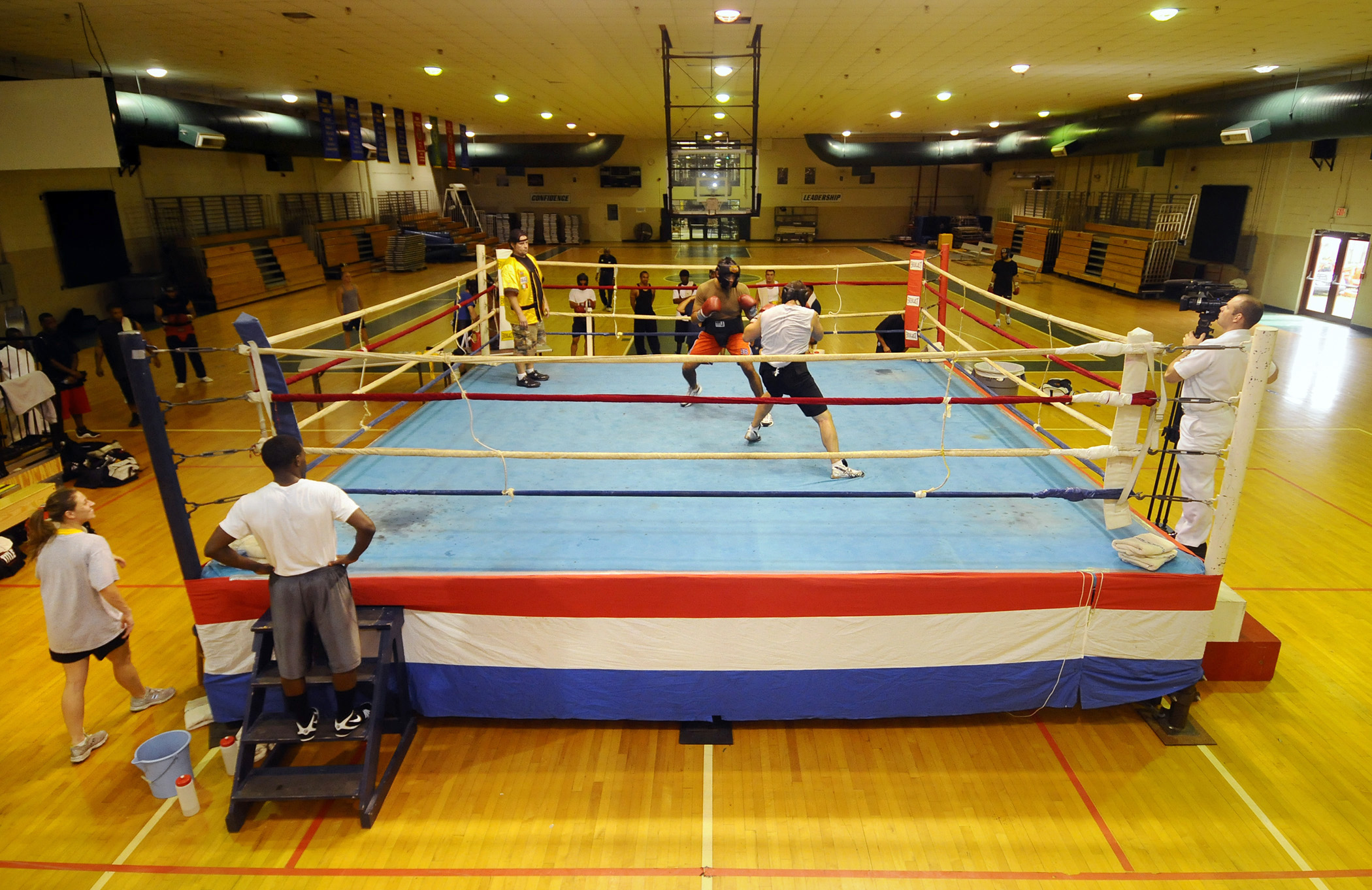
Вольный бой (на илл.) проводится для отбора спортсменов, которым предстоит представлять их спортивный клуб на предстоящих соревнованиях

Вольный бой — форма поединков в спортивных единоборствах, промежуточная между учебными и соревновательными. Практикуется для регулярного или эпизодического контроля уровня выучки, индивидуального мастерства и подготовленности спортсменов, отбора представителей того или иного спортивного общества или клуба (а также воинского подразделения или части) на предстоящие соревнования, определения внутриклубного или внутрикомандного рейтинга, а также во время товарищеских встреч и матчей между различными спортивными клубами или отдельными спортсменами, формально не являющихся соревнованиями и не санкционированными национальными или региональными спортивными организациями по месту проведения. Кроме своей элиминационной функции (отбора кандидатов пригодных к соревнованиям и отсева непригодных), вольный бой может быть элементом тренировочного процесса. До появления смешанных единоборств и организаций официально их контролирующих, вольный бой долгое время был единственной возможной формой межстилевых поединков представителей различных видов, школ и направлений в единоборствах при отсутствии официальных соревнований между ними. Имеет ряд существенных отличий как от соревнований, так и от спаррингов, которые перечислены ниже.

## Целесообразность
Появление формы поединков, промежуточной между тренировками и соревнованиями, помимо иных причин (в частности того, что обыкновенно спортивный клуб может представить из своего состава только одного участника на весовую категорию), было продиктовано практической целесообразностью и невозможностью соблюдения всех бюрократических и процедурных требований, предъявляющихся правилами конкретного вида спорта в рамках низовой спортивной организации (клуба) при объективной необходимости установления реальных возможностей спортсменов для выставления на предстоящие соревнования наиболее подготовленных участников из состава членов клуба без создания критического риска для их жизни и здоровья. Скорость и сила ударов в вольном бою приближаются к таковым на соревнованиях.

## Сравнительная характеристика
|                          | Спарринг | Вольный бой | Соревновательный бой |
| ------------------------ | --- | --- | --- |
|                          | возможен между представителями различных видов единоборств по предварительно согласованным условиям | возможен между представителями различных видов единоборств по предварительно согласованным условиям                                | возможен по правилам только одного вида спорта |
| Цель                     | отработать технику и тактику действий спортсменов без ущерба для их здоровья | выявить сильнейшего | выявить сильнейшего |
| Разрешительные процедуры | разрешение санкционирующей инстанции | разрешение санкционирующей инстанции                                                                                               | разрешение санкционирующей инстанции |
| Разрешительные процедуры | не требуется | не требуется | требуется |
| Измерительные процедуры  | не требуются, выбор спарринг-партнёров может осуществляться тренером на глаз безотносительно весовых категорий | не требуются, но ранжирование может проводиться как по весу, так и по росту                                                        | процедура взвешивания обязательна, спортсмен, не вложившийся в лимит весовой категории либо снимается с соревнований, либо допускается к участию в другой весовой категории |
| Хронометраж              | разбивка на раунды отсутствует, регламентированный отсчёт времени не ведётся, продолжительность спарринга зависит от специфики поставленной учебной задачи и заключения тренера о её выполнении                                                                  | количество раундов, их продолжительность и продолжительность перерывов между раундами                                              | количество раундов, их продолжительность и продолжительность перерывов между раундами                                                                                       |
| Хронометраж              | разбивка на раунды отсутствует, регламентированный отсчёт времени не ведётся, продолжительность спарринга зависит от специфики поставленной учебной задачи и заключения тренера о её выполнении                                                                  | устанавливается по согласованию с участвующими                                                                                     | определено правилами данного вида спорта |
| Возраст участников       | не ограничен | ограничен здравым смыслом и общефизическим состоянием участников                                                                   | ограничен правилами санкционирующей организации |
| Опыт участников          | разница может быть колоссальной (новичок и чемпион мира) | разница может быть существенной, опыту могут быть противопоставлены другие немаловажные качества                                   | разница в пределах одного-двух спортивных званий (КМС и МС, МСМК и ЗМС) |
| Присутствие рефери       | не реферируется | не обязательно | обязательно |
| Присутствие медработника | не требуется | желательно | обязательно |
| Действия тренера         | тренер в режиме реального времени может свободно вмешиваться в ход спарринга, прерывать его, указывать зафиксированные им ошибки в действиях обоих спортсменов и требовать от них выполнения тех или иных действий, устранения замеченных им недостатков и т. д. | тренер может вмешиваться в ход поединка, но тренируемому предоставляется полная свобода действий, их разбор следует по окончании   | тренер не может вмешиваться в ход поединка, любые попытки вмешательства с его стороны могут привести к дисквалификации                                                      |
| Уровень нагрузок         | минимальные нагрузки на организм | высокие, иногда очень высокие нагрузки на организм                                                                                 | предельное и критическое напряжение ресурсов человеческого организма |
| Исход                    | победа или поражение не предусмотрены поскольку отсутствует фактор соперничества и не преследуется цель выявления сильнейшего | фактическое преимущество одного из соперников может быть очевидным, но его закрепление в форме судейского решения не предусмотрено | существует регламентированный правилами набор возможных вариантов исхода поединка                                                                                           |
| Оценка                   | осуществляется тренером | осуществляется организаторами мероприятия                                                                                          | осуществляется только судьями |
| Допинг-проба             | не берётся | не берётся | берётся на чемпионатах и соревнованиях международного уровня с участием иностранных спортсменов                                                                             |
| Учёт результатов         | не вносятся в послужной список спортсмена | не вносятся в послужной список спортсмена                                                                                          | вносятся в послужной список спортсмена |